# Blåkronad kungsfiskare
Blåkronad kungsfiskare (Actenoides hombroni) är en fågel i familjen kungsfiskare inom ordningen praktfåglar.

## Utseende och läte
Blåkronad kungsfiskare är en stor (27 cm) skogslevande kungsfiskare. Hanen är lysande blå på hjässan och i ett mustaschstreck, medan kinder och undersida är rostorange. Ovansidan är blågrön med små beigefärgade fläckar på skapularer och vingtäckare. På övergump och stjärt är den mer bjärt blå. Näbben är klarröd. Honans blåfärgade områden är mer dämpade, ovansidan mer grön med större fläckar. Bland lätena hörs långa serier med melankoliska visslingar och varnande höga kacklingar.

## Utbredning
Fågeln förekommer i skogar på Mindanao i södra Filippinerna. Den behandlas som monotypisk, det vill säga att den inte delas in i några underarter.

## Status och hot
Blåkronad kungsfiskare har ett begränsad utbredningsområde och tros minska i antal, dock relativt långsamt. Mycket av dess levnadsmiljö är intakt och isolerat i bergstrakter och därför delvis skyddat från skogsavverkningar. IUCN kategoriserar den därför som livskraftig.

## Namn
Fågelns vetenskapliga artnamn hedrar Jacques Bernard Hombron (1798-1852) i franska flottan tillika naturforskare i Stilla havet 1837-1840.